# Dicyclostreptus auberti
Dicyclostreptus auberti är en mångfotingart som beskrevs av Jean-Paul Mauriès 1976. Dicyclostreptus auberti ingår i släktet Dicyclostreptus och familjen Spirostreptidae. Inga underarter finns listade i Catalogue of Life.